# 3. ceremonia wręczenia Satelitów
3. ceremonia rozdania nagród Satelitów przyznawanych przez Międzynarodową Akademię Prasy odbyła się 17 stycznia 1999 roku.
Najwięcej nagród (5 + 2 nominacje) otrzymał film Cienka czerwona linia.

## Nagrody
Na podstawie.

### Nagrody produkcji filmowych

#### Najlepszy aktor w filmie dramatycznym
Edward Norton – Więzień nienawiści
- Stephen Fry – Wilde. Historia pisarza
- Brendan Gleeson – Generał
- Derek Jacobi – Love Is the Devil – Szkic do portretu Francisa Bacona
- Nick Nolte – Prywatne piekło
- Ian McKellen – Bogowie i potwory

#### Najlepszy aktor w filmie komediowym lub musicalu
Ian Bannen – Martwy farciarz
David Kelly – Martwy farciarz
- Warren Beatty – Senator Bulworth
- Jeff Bridges – Big Lebowski
- Michael Caine – O mały głos
- Robin Williams – Patch Adams

#### Najlepsza aktorka w filmie dramatycznym
Cate Blanchett – Elizabeth
- Helena Bonham Carter – Sztuka latania
- Fernanda Montenegro – Dworzec nadziei
- Susan Sarandon – Mamuśka
- Meryl Streep – Jedyna prawdziwa rzecz
- Emily Watson – Hilary i Jackie

#### Najlepsza aktorka w filmie komediowym lub musicalu
Christina Ricci – Wojna płci
- Jane Horrocks – O mały głos
- Holly Hunter – Pełnia życia
- Gwyneth Paltrow – Zakochany Szekspir
- Meg Ryan – Masz wiadomość

#### Najlepszy film animowany lub produkcja łącząca w sobie różne media
Dawno temu w trawie
- Mrówka Z
- Mulan
- Książę Egiptu
- Pełzaki: Gdzie jest bobas?

#### Najlepsza scenografia
Truman Show – Dennis Gassner
- Pokochać
- Elizabeth
- Miasteczko Pleasantville
- Zakochany Szekspir

#### Najlepsze zdjęcia
Cienka czerwona linia – John Toll
- Pokochać
- Miasteczko Pleasantville
- Szeregowiec Ryan
- Zakochany Szekspir

#### Najlepsze kostiumy
Elizabeth – Alexandra Byrne
- Pokochać
- Długo i szczęśliwie
- Miasteczko Pleasantville
- Zakochany Szekspir

#### Najlepszy reżyser
Terrence Malick – Cienka czerwona linia
- John Boorman – Generał
- Shekhar Kapur – Elizabeth
- Gary Ross – Miasteczko Pleasantville
- Steven Spielberg – Szeregowiec Ryan

#### Najlepszy film dokumentalny
Ayn Rand: A Sense of Life
- The Cruise
- The Farm: Angola, USA
- Kurt & Courtney
- Public Housing

#### Najlepszy montaż
Szeregowiec Ryan – Michael Kahn
- Pokochać
- Miasteczko Pleasantville
- Zakochany Szekspir
- Cienka czerwona linia

#### Najlepszy film dramatyczny
Cienka czerwona linia
- Elizabeth
- Generał
- Bogowie i potwory
- Szeregowiec Ryan

#### Najlepszy film komediowy lub musical
Zakochany Szekspir
- O mały głos
- Miasteczko Pleasantville
- Martwy farciarz
- Masz wiadomość

#### Najlepszy film zagraniczny
Dworzec nadziei, Brazylia
- Festen, Dania
- Życie jest piękne, Włochy
- Tylko chmury poruszają gwiazdy, Norwegia
- Rozstanie, Francja

#### Najlepsza muzyka
Cienka czerwona linia – Hans Zimmer
- Pokochać – Rachel Portman
- Miasto aniołów – Gabriel Yared
- Miasteczko Pleasantville – Randy Newman
- Szeregowiec Ryan – John Williams

#### Najlepsza piosenka
I Don't Want to Miss a Thing – Armageddon
- Anyone at All – Masz wiadomość
- The Flame Still Burns – Szalona kapela
- That'll Do – Babe: Świnka w mieście
- When You Believe – Książę Egiptu

#### Najlepszy scenariusz adaptowany
Gods and Monsters – Bill Condon
- Pokochać – Adam Brooks, Akosua Busia oraz Richard LaGravenese
- Hilary i Jackie – Frank Cottrell Boyce
- O mały głos – Mark Herman
- Cienka czerwona linia – Terrence Malick

#### Najlepszy scenariusz oryginalny
Miasteczko Pleasantville – Gary Ross
- Więzień nienawiści – David McKenna
- Dworzec nadziei – Marcos Bernstein oraz João Emanuel Carneiro
- Szeregowiec Ryan – Robert Rodat
- Zakochany Szekspir – Marc Norman oraz Tom Stoppard

#### Najlepszy aktor drugoplanowy w filmie dramatycznym
Donald Sutherland – Przed metą
- Robert Duvall – Adwokat
- Jason Patric – Kochankowie z sąsiedztwa
- Tom Sizemore – Szeregowiec Ryan
- Billy Bob Thornton – Prosty plan

#### Najlepszy aktor drugoplanowy w filmie komediowym lub musicalu
Bill Murray – Rushmore
- Jeff Daniels – Miasteczko Pleasantville
- John Goodman – Big Lebowski
- Bill Nighy – Szalona kapela
- Geoffrey Rush – Zakochany Szekspir

#### Najlepsza aktorka drugoplanowa w filmie dramatycznym
Kimberly Elise – Pokochać
- Kathy Burke – Tańce w Ballybeg
- Beverly D'Angelo – Więzień nienawiści
- Thandie Newton – Pokochać
- Lynn Redgrave – Bogowie i potwory

#### Najlepsza aktorka drugoplanowa w filmie komediowym lub musicalu
Joan Allen – Miasteczko Pleasantville
- Kathy Bates – Barwy kampanii
- Brenda Blethyn – O mały głos
- Julianne Moore – Big Lebowski
- Joan Plowright – Miłosna samba

#### Najlepsze efekty specjalne
Między piekłem a niebem – Ellen Somers
- Armageddon
- Babe: Świnka w mieście
- Szeregowiec Ryan
- Star Trek: Rebelia

### Nagrody telewizyjne

#### Najlepszy aktor w serialu dramatycznym
Ernie Hudson – Oz
- George Clooney – Ostry dyżur
- Dylan McDermott – Kancelaria adwokacka
- Jimmy Smits – Nowojorscy gliniarze
- Michael T. Weiss – Kameleon

#### Najlepszy aktor w serialu komediowym lub muzycznym
Drew Carey – The Drew Carey Show
- Michael J. Fox – Spin City
- Kelsey Grammer – Frasier
- John Lithgow – Trzecia planeta od Słońca
- Paul Reiser – Szaleję za tobą

#### Najlepszy aktor w filmie telewizyjnym lub miniserialu
Delroy Lindo – Triumf odwagi
- Cary Elwes – The Pentagon Wars
- Laurence Fishburne – Always Outnumbered
- Kevin Pollak – From the Earth to the Moon
- Patrick Stewart – Moby Dick

#### Najlepsza aktorka w serialu dramatycznym
Jeri Ryan – Star Trek: Voyager
- Gillian Anderson – Z Archiwum X
- Sharon Lawrence – Nowojorscy gliniarze
- Rita Moreno – Oz
- Andrea Parker – Kameleon

#### Najlepsza aktorka w serialu komediowym lub muzycznym
Ellen DeGeneres – Ellen
- Calista Flockhart – Ally McBeal
- Helen Hunt – Szaleję za tobą
- Phylicia Rashad – Cosby
- Brooke Shields – A teraz Susan

#### Najlepsza aktorka w filmie telewizyjnym lub miniserialu
Angelina Jolie – Gia
- Olympia Dukakis – Więcej miejskich opowieści
- Mia Farrow – Miracle at Midnight
- Barbara Hershey – The Staircase
- Jennifer Jason Leigh – Thanks of a Grateful Nation

#### Najlepszy film telewizyjny lub miniserial
Z Ziemi na Księżyc
- A Bright Shining Lie
- Gia
- Więcej miejskich opowieści
- Thanks of a Grateful Nation

#### Najlepszy serial dramatyczny
Oz
- Ostry dyżur
- Nowojorscy gliniarze
- Kameleon
- Z Archiwum X

#### Najlepszy serial komediowy lub muzyczny
Ellen
- Trzecia planeta od Słońca
- Frasier
- Szaleję za tobą
- A teraz Susan

#### Najlepszy aktor drugoplanowy – miniserial lub film telewizyjny
David Clennon – Z Ziemi na Księżyc
- Brian Dennehy – Thanks of a Grateful Nation
- Lance Henriksen – The Day Lincoln Was Shot
- Martin Short – Merlin
- Daniel Williams – Always Outnumbered

#### Najlepsza aktorka drugoplanowa – miniserial lub film telewizyjny
Rita Wilson – Z Ziemi na Księżyc
- Jackie Burroughs – Więcej miejskich opowieści
- Faye Dunaway – Gia
- Shirley Knight – The Wedding
- Amy Madigan – A Bright Shining Lie

### Nowe media

#### Najlepszy produkt/gra do domowej rozrywki
Dilbert's Desktop Games
- Gran Turismo
- Half-Life
- Madden NFL 99
- NBA Live 99

#### Rozrywka na płytach CD-ROM
Big Brother
- Baldur's Gate
- Heretic II
- Rainbow Six
- Unreal

### Nagrody specjalne
Nagroda Mary Pickford (za wybitny wkład w przemysł rozrywkowy) – Alan J. Pakula
Wybitny nowy talent – Eamonn Owens